# 基拉利

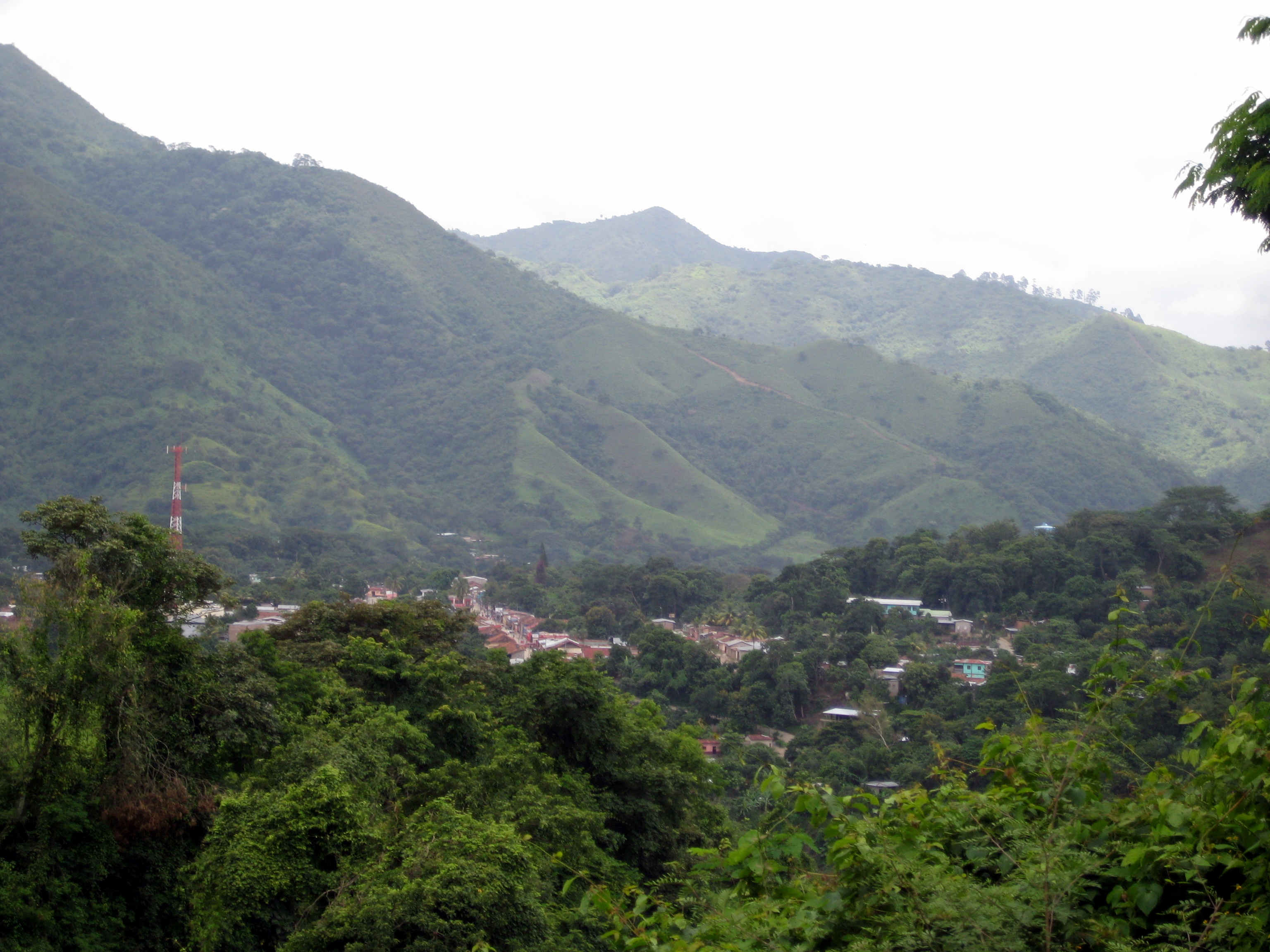
基拉利

基拉利（西班牙語：Quilalí），是尼加拉瓜的城鎮，位於該國西北部，由新塞哥維亞省負責管轄，面積345平方公里，海拔高度481米，2005年人口26,461，人口密度每平方公里76.7人。
13°34′N 86°02′W / 13.567°N 86.033°W